# Понсе Энрикес, Камило
Камило Понсе Энрикес (исп. Camilo Ponce Enríquez ; 31 января 1912, Кито, Эквадор — 13 сентября 1976, Кито, Эквадор) — эквадорский политический и государственный деятель, 37-й президент Эквадора c 1 сентября 1956 по 31 августа 1960 года.

## Биография
Образование получил в Университетах Кито и Сантьяго-де-Чили. С 1938 г. — доктор права.
С 1939 года началась его политическая карьера в качестве одного их организаторов и члена, позже — генерального секретаря Национального Фронта Эквадора, который боролся за проведение свободных выборов в Эквадоре, затем и эквадорского Демократического альянса (АДЭ), был одним из лидеров, руководивших революцией 28 мая 1944 года, известной как «Ла Глориоса», в результате который был свергнут президент Карлос Альберто Арройо дель Рио.
В 1943 — вице-президент муниципалитета Кито. В том же году создал народное движение «Alianza Democrática Ecuadoriana», с которой пришёл к власти в 1944 году. Занимал пост министра иностранных дел, возглавлял в этом качестве делегацию Эквадора на конференции в Сан-Франциско (1945), подписант устава ООН.
В 1946—1950 — депутат и вице-президент Национального собрания страны. В 1947 году занимал пост министра общественных работ.
С 1949 по 1952 год — профессор конституционного права в Папском католическом университете Эквадора.
В 1952 году — делегирован в ЮНЕСКО, в том же году стал сенатором, был в числе основателей христианско-социальное движение, которое впоследствии стало социал-христианской партией Эквадора.
В 1953—1956 г. — министр внутренних дел правительства Х. Веласко Ибарра.
С 1 сентября 1956 по 31 августа 1960 года занимал пост президента страны. Занимался модернизацией Вооруженных сил Эквадора, развитием дорожного строительства, сооружением мостов, тоннелей, телекоммуникаций и портов. Ввёл страхование по безработице для частных служащих и рабочих.
Из-за начавшихся протестов студентов и роста социального напряжения в стране, президент Камило Понсе Энрикес объявил военное положение в июне 1960 г. Армейские части открыли огонь по толпе. Военная артиллерия обстреляла всех, кто был на улицах. Перестрелка с восставшими продолжалась несколько часов. Официальные данные говорили о 16 убитых и 89 раненых, однако очевидцы утверждали, что погибших было несколько сотен.

## Награды
- Кавалер Большого креста Национального ордена Сан-Лоренсо
- Кавалер Большого креста особой степени ордена «За заслуги перед ФРГ»